# Scytodes dissimulans
Espèce
Scytodes dissimulans est une espèce d'araignées aranéomorphes de la famille des Scytodidae.

## Distribution
Cette espèce est endémique de Porto Rico.

## Publication originale
- Petrunkevitch, 1929 : The spiders of Porto Rico. Part one. Transactions of the Connecticut Academy of Arts and Sciences, vol. 30, p. 1-158.